# Only When I Laugh
Only When I Laugh é um filme norte-americano de 1981, do gênero comédia dramática, dirigido por Glenn Jordan  e estrelado por Marsha Mason e Kristy McNichol.